# Laura Almerich i Santacreu
Laura Almerich i Santacreu (Barcelona, 3 de juliol de 1940 - 14 de juny de 2019) fou una guitarrista catalana, coneguda per la seva relació artística amb Lluís Llach.
Va ser part fonamental de l'acompanyament musical de Llach durant la seva carrera des del 1969. Lluís Llach li va dedicar dues cançons: Laura i Roses blanques. La sintonia entre tots dos va ser total durant tota la seva carrera.

## Biografia
Una veïna, professora de piano, va ser la seua primera experiència formativa, fins que la progressió de la petita va aconsellar, a nou o deu anys, anar al conservatori. Guitarrista clàssica de formació, Almerich també va estudiar llaüt a Londres. I va acabar sent deixebla del mestre Gracià Tarragó. La guitarrista actuarà un temps amb el Quartet Tarragó, format el 1971.
També va militar durant un temps en el grup de música medieval i renaixentista Ars Musicae de Barcelona, sota la direcció d'Enric Gispert.
El 19 de desembre de 1969, va acompanyar Gispert en un concert al Palau de la Música Catalana en què també va actuar Lluís Llach. Aquell dia, el cantant empordanès ja tenia algunes cançons prohibides, entre les quals L'estaca. En un moment del concert i davant la insistència del públic, Llach va començar a tocar la cançó prohibida però no va obrir la boca. Ben aviat el públic es va erigir en protagonista entonant la cançó censurada. Una de les primeres veus que va fer-ho va ser precisament la de Laura Almerich. Aquell dia, a més, el mànager Joan Molas va proposar-li unir-se al grup d'acompanyament del cantautor. Prèviament ja havia tingut experiència en la cançó tocant en el primer LP de Maria del Mar Bonet, "Cançons de Menorca".
A poc a poc, la figura de Laura Almerich va anar adquirint popularitat. El 1977, durant els bisos d'un concert a Ripoll, Lluís Llach va donar-li una partitura amb la signatura de tots els músics del grup. I així es va estrenar “Laura”, una de les peces indispensables del repertori llaquià que el músic de Verges va dedicar a la seva amiga i guitarrista.
Molts dels seguidors de Llach guarden en el record com un gran moment d'emoció el concert al Camp del Barça de 1985. Aquell dia, Almerich va ser una involuntària protagonista quan l'emoció li va fer perdre precisió als dits durant la interpretació de “Laura”.
El 1994, Llach va tornar a dedicar una cançó a la seva guitarrista. Aquest cop amb una cançó feta amb la col·laboració del poeta Miquel Martí i Pol, "Roses blanques".
Almerich va mantenir sempre una estreta amistat amb Llach, que va continuar inalterable fins al darrer moment. Després de la retirada de tots dos músics, Laura va seguir vinculada a Lluís Llach com a patró de la Fundació Lluís Llach i com a jurat del premi Terra i Cultura que cada any atorga el celler Vall-Llach. Quan el cantautor va ser diputat de JxSí, en l'anterior legislatura, era molt habitual trobar-se-la pel Parlament acompanyant Llach o a la tribuna de convidats seguint les sessions parlamentàries.
A l'acte de comiat després de la seva mort, Llach va conduir la cerimònia civil celebrada al tanatori de Sancho de Ávila de Barcelona i hi va posar la música escollida per la guitarrista: L'"Adagio per a cordes" de Samuel Barber, "Aprendre" del disc "T'estimo" de 1984, "Roses blanques", en aquest cas recitada per l'actriu Sílvia Bel, i "Laura", tocada al piano per Llach, mentre Sílvia Bel prenia el micròfon per recitar els versos de "Lletra a Dolors" de Miquel Martí i Pol. Llach pretenia acabar just en el moment de la cançó en què Almerich es va equivocar durant la famosa interpretació de "Laura" al Camp Nou, però els nervis i l'emoció el van trair i va acabar una mica abans. Sense voler, Llach va fer l'homenatge definitiu a la seva amiga: equivocar-se com ella, aclaparat per l'agraïment i colpit d'una emoció intensa.

## Instruments
La guitarra clàssica sempre va ser el seu instrument principal però amb el pas dels anys també va tocar l'acordió, el teclat i el piano, la marimba o la viola de roda i, si calia, també hi posava veus.